# Ważskij
Ważskij (ros. Важский) – osiedle w Rosji, w obwodzie archangielskim, w rejonie winogradowskim. W 2010 liczyło 423 mieszkańców.